# Legge Calderoli
La legge n. 270 del 21 dicembre 2005, comunemente nota come legge Calderoli o Porcellum, era una legge elettorale proporzionale con premio di maggioranza e liste bloccate che ha disciplinato l'elezione della Camera dei deputati e del Senato della Repubblica in Italia nel 2006, 2008 e 2013.
Nel gennaio 2014, con la sentenza n. 1/2014, la Corte costituzionale ha dichiarato l'illegittimità costituzionale parziale della legge, annullando il premio di maggioranza e introducendo la possibilità di esprimere un voto di preferenza. La legge elettorale proporzionale così risultante, soprannominata Consultellum (dal palazzo sede della Corte costituzionale, il palazzo della Consulta), è rimasta in vigore, senza peraltro essere mai stata effettivamente utilizzata, per l'elezione della Camera fino alla sua sostituzione con l'Italicum a decorrere dal 1º luglio 2016, e per l'elezione del Senato fino al novembre del 2017.
La legge è stata definitivamente abrogata in seguito all'entrata in vigore della legge elettorale italiana del 2017, meglio nota come Rosatellum.

## Paternità
La legge fu formulata principalmente dal ministro per le riforme istituzionali Roberto Calderoli, che tuttavia qualche mese dopo la definì «una porcata» nel corso di un'intervista televisiva durante il programma Matrix condotto da Enrico Mentana. Per questo la legge fu soprannominata Porcellum, termine che ebbe molta fortuna e diffusione, dal politologo Giovanni Sartori.
Dopo la dichiarazione di incostituzionalità della legge, il promotore Roberto Calderoli ha affermato: «Alla buon'ora, io l'ho detto il giorno dopo che andava cambiata. Loro ci hanno impiegato otto anni" e ha affermato che è stata una legge "nata sul ricatto di Casini, Follini e dell'UDC». L'affermazione è però contraddetta, almeno per quanto riguarda Marco Follini, dalla motivazione con la quale si dimise da segretario dell'UDC all'indomani dell'approvazione della legge: «Immaginavo una legge in cui la furbizia e la virtù si tenessero in equilibrio, e non una situazione in cui l'una schiacciasse l'altra.»

## Storia
Voluta da Silvio Berlusconi, che il 4 ottobre 2005 "minaccia la crisi di governo nel caso in cui non venisse approvata la riforma elettorale proporzionale", la legge fu approvata a pochi mesi dalle elezioni politiche con i voti della maggioranza della Casa delle Libertà (principalmente Forza Italia, Alleanza Nazionale, Lega Nord e Unione dei Democratici Cristiani e di Centro), senza il consenso dell'opposizione (principalmente Democratici di Sinistra, La Margherita e Partito della Rifondazione Comunista), che l'ha duramente criticata e contrastata.
Modificò il precedente meccanismo misto, per 3/4 a ripartizione maggioritaria dei seggi con scorporo, in favore di un sistema proporzionale corretto, a coalizione, con premio di maggioranza ed elezione di più parlamentari contemporaneamente in collegi estesi, senza possibilità di indicare preferenze.
La legge (in vigore dal 31 dicembre 2005) ha regolato le elezioni politiche italiane del:
- 2006, con formazione della XV legislatura della Repubblica Italiana;
- 2008, con formazione della XVI legislatura della Repubblica Italiana;
- 2013, con formazione della XVII legislatura della Repubblica Italiana.

Nel 2009 si tennero tre referendum abrogativi, tesi a modificare tale legge in più punti. Questi referendum, inizialmente fissati per il 18 maggio 2008, furono poi rimandati al 21 giugno 2009 a causa dello scioglimento anticipato delle Camere, avvenuto il 6 febbraio 2008. Nessuno dei tre referendum raggiunse il quorum della maggioranza degli aventi diritto.
Nel 2013, la radicale modifica di tale legge è stato uno degli argomenti centrali della campagna elettorale di tutte le forze politiche per le imminenti elezioni.
Il 17 maggio 2013, la Corte suprema di cassazione ha criticato aspramente la legge Calderoli, rilevando importanti questioni di legittimità costituzionale e affidando alla Corte costituzionale un eventuale giudizio di incostituzionalità.
Il 4 dicembre 2013 il Porcellum venne dichiarato incostituzionale dalla Corte Costituzionale in riferimento al premio di maggioranza assegnato alla coalizione più votata, senza una soglia minima da raggiungere affinché il premio scattasse, e all'impossibilità per l'elettore di fornire una preferenza.
Il 6 maggio 2015 venne approvata una nuova legge elettorale, soprannominata Italicum, valida solo per la Camera dei deputati ed entrata in vigore il 1º luglio 2016; il 12 novembre 2017, con l'entrata in vigore del cosiddetto Rosatellum, valido per entrambe le camere, sia il Porcellum sia l'Italicum vennero abrogate definitivamente.

## Caratteristiche principali
La legge sostituì le precedenti leggi numeri 276 e 277 del 1993 (cosiddetto Mattarellum) introducendo un sistema radicalmente differente, in linea di principio basato sulla formula elettorale proporzionale del "quoziente intero e dei più alti resti" (metodo Hare), ma con spirito sostanzialmente maggioritario dovuto a clausole di sbarramento e al forte premio di maggioranza.
La legge si può considerare in controtendenza con l'esito del referendum del 18 aprile 1993, il quale, con un consenso dell'82,7% dei voti e un'affluenza del 77%, portò all'abrogazione di alcuni articoli della vecchia normativa elettorale proporzionale del Senato, configurando un sistema maggioritario, delineato in seguito dalle leggi n. 276 (per il Senato) e n. 277 (per la Camera) del 4 agosto 1993 (disposizioni note anche come legge Mattarella).
Significativa era l'abolizione dei collegi uninominali: l'elettore precedentemente poteva votare su due schede per la Camera dei Deputati e una scheda per il Senato. Mentre la parte proporzionale alla Camera veniva espressa con la seconda scheda, dando la possibilità di scegliere una lista, al Senato si procedeva a un recupero su base regionale fra i non eletti all'uninominale.
Il sistema introdotto dalla legge n. 270 era completamente nuovo: il premio di maggioranza (caratteristica che si riscontra, oltre che in Italia, solo in Grecia e a San Marino) era già apparso in due leggi elettorali italiane del passato: la legge Acerbo del 1923 e la cosiddetta "legge truffa" del 1953, ma in entrambe ci furono delle soglie di sbarramento per raggiungerlo, cosa che la legge n. 270 non prevedeva.
Punti salienti della legge sono:

### Liste bloccate
Con il sistema introdotto nel 2005, replicante quello in vigore per la quota proporzionale prevista dal precedente Mattarellum, l'elettore si limitava a votare solo per delle liste di candidati (anche piuttosto lunghe), senza la possibilità, a differenza di quanto si verifica per le elezioni europee, regionali e comunali, d'indicare preferenze. L'elezione dei parlamentari dipende quindi completamente dalle scelte e dalle graduatorie stabilite dai partiti.
Questa caratteristica ha insieme "esasperato e sterilizzato l’elemento
personale e maggioritario" nella legge elettorale, che "sovrapponeva ai tratti tipici e deteriori del proporzionalismo
e del collegio unico nazionale un macroscopico premio di maggioranza, e attribuiva al capo, grazie a un sistema di liste
bloccate, un potere di controllo praticamente incondizionato e
di tipo sostanzialmente padronale sulle candidature".

### Premio di maggioranza
La legge prevedeva ambiti territoriali diversi per l'attribuzione del premio di maggioranza: l'intero territorio nazionale (esclusa la Valle d'Aosta) per la Camera dei deputati, la singola circoscrizione, coincidente con il territorio di una Regione, per il Senato della Repubblica (escluse Valle d'Aosta, Molise e Trentino-Alto Adige).
Secondo alcuni studiosi l'obbligo previsto dall'art. 57, comma 1 della Costituzione italiana non si estende al premio di maggioranza.
Per la Camera dei deputati, la legge prevedeva che la lista o coalizione di liste che ottiene la maggioranza dei voti ma che non consegue i 340 seggi, fosse assegnataria di una quota ulteriore di seggi oltre quelli già ottenuti, in modo da raggiungere tale numero. I 12 seggi assegnati dalla Circoscrizione Estero e il seggio assegnato dalla Valle d'Aosta erano attribuiti secondo regole diverse: i relativi voti non erano calcolati per la determinazione della lista o coalizione di liste di maggioranza relativa e non contribuivano, quindi, a far scattare il premio di maggioranza.
Per il Senato della Repubblica, la legge prevedeva che la lista o coalizione di liste che ottiene la maggioranza dei voti nella Regione ma che non consegue il 55% dei seggi da questa assegnati, fosse assegnataria di una quota ulteriore di seggi, in modo da raggiungere tale numero. I 6 seggi assegnati dalla Circoscrizione Estero, il seggio assegnato dalla Valle d'Aosta, i 2 seggi assegnati dal Molise e i 7 seggi assegnati dal Trentino-Alto Adige sono attribuiti secondo regole diverse. Alle elezioni politiche del 2013 la lista o coalizione di liste vincente otterrà almeno 13 seggi su 22 in Piemonte, 27 su 49 in Lombardia, 14 su 24 in Veneto, 4 su 7 in Friuli-Venezia Giulia, 5 su 8 in Liguria, 13 su 22 in Emilia-Romagna, 10 su 18 in Toscana, 4 su 7 in Umbria, 5 su 8 nelle Marche, 16 su 28 nel Lazio, 4 su 7 in Abruzzo, 16 su 29 in Campania, 11 su 20 in Puglia, 4 su 7 in Basilicata, 6 su 10 in Calabria, 14 su 25 in Sicilia, 5 su 8 in Sardegna.

### Programmi e alleanze espliciti
La legge prevedeva l'obbligo, contestualmente alla presentazione dei simboli elettorali, per ciascuna forza politica di depositare il proprio programma e di indicare il proprio capo.

Prevedeva inoltre la possibilità di apparentamento reciproco fra più liste, raggruppate così in coalizioni.
Il programma e il capo della forza politica, in caso di coalizione, devono essere unici: in questo caso viene assunta la denominazione di Capo della coalizione. Egli tecnicamente non è candidato alla Presidenza del Consiglio dei ministri, poiché spetta al Presidente della Repubblica la nomina a quell'incarico; per l'ex presidente della Repubblica Francesco Cossiga la parte del Porcellum che introdusse l'indicazione del capo della coalizione era incostituzionale per violazione delle prerogative quirinalizie nella scelta del Presidente del consiglio. Tuttavia a partire da questa legge si è consacrato "di fatto un sistema bipolare, in cui il capo della coalizione (che appariva talvolta nel logo elettorale indicato come “*** presidente”) vincente veniva incaricato di formare il governo. In questa logica il cambiamento della maggioranza parlamentare, o il conferimento di incarico di formare il governo a persona non indicata in sede di campagna elettorale, finirebbe per essere considerata un tradimento del voto espresso dai cittadini. Si è quindi creata una prassi, reiterata per diversi governi secondo la quale il capo della coalizione vincente le elezioni diventerebbe di fatto il nuovo capo del governo..

### Soglia di sbarramento
Le soglie, all'interno della legge del 2005,  operavano come segue:
- Per ottenere seggi alla Camera, ogni partito o lista deve ottenere almeno il 4% dei voti nazionali mentre le coalizioni devono ottenere almeno il 10%. Le liste collegate a una coalizione che abbia superato la soglia prescritta partecipano alla ripartizione dei seggi se superano il 2% dei voti; partecipa inoltre alla ripartizione il primo partito al di sotto di questa soglia all'interno della stessa coalizione (il cosiddetto miglior perdente). Questo vuol dire che se una coalizione che superi lo sbarramento del 10% fosse formata da 3 partiti di cui solo 2 superano il 2%, il terzo entrerebbe sicuramente alla Camera con qualsiasi percentuale; se una coalizione fosse formata da 4 partiti di cui solo 2 superano il 2%, entrerebbe alla camera solo il più votato degli altri 2 che non hanno superato la soglia. Se una coalizione non dovesse superare il 10%, ogni singolo partito che la compone deve superare il 4%.
- Per ottenere seggi al Senato, ogni partito o lista deve ottenere almeno l'8% dei voti mentre le coalizioni devono ottenere almeno il 20%. Le liste collegate a una coalizione che abbia superato la soglia prescritta, partecipano alla ripartizione dei seggi se superano il 3% dei voti. Questo metodo ricorda quello della legge elettorale usata in Toscana, che prevede simili sbarramenti. La differenza sostanziale con la Camera è data dal fatto che le soglie e il premio di maggioranza non sono calcolati sui voti nazionali, ma su base regionale.
- A tutela delle minoranze linguistiche riconosciute è previsto che le liste che le rappresentano, coalizzate o no, possano comunque accedere al riparto dei seggi per la Camera dei Deputati ottenendo almeno il 20% dei voti nella circoscrizione in cui concorrono. Per il Senato della Repubblica è stato previsto che 6 dei 7 seggi spettanti al Trentino-Alto Adige siano assegnati tramite collegi uninominali, mantenendo in quest'unica Regione il meccanismo previsto dal previgente Mattarellum.

## Circoscrizione Estero
La legge, in attuazione della legge Tremaglia, ha introdotto la novità della circoscrizione Estero, suddivisa in 4 ripartizioni, che permettono di eleggere 12 seggi alla Camera dei deputati (5 per l'Europa, 4 per l'America Meridionale, 2 per America Settentrionale e Centrale, e 1 per il resto del mondo) e 6 seggi al Senato della Repubblica (2 in Europa, 2 in America Meridionale, 1 in America Settentrionale e Centrale e 1 in Africa, Asia, Oceania e Antartide).

## Circoscrizioni

### Camera
I passaggi in base ai quali la legge assegnava i 617 seggi in palio alla Camera dei Deputati per il Collegio unico nazionale sono quelli di seguito riportati:
1. si determinano i voti validi, sommando le schede votate depurate da quelle bianche e nulle (esclusi i voti della Val D'Aosta e i voti dalla circoscrizione Estero);
2. si determinano le coalizioni e le liste che abbiano superato rispettivamente la soglia del 10% e del 4% dei voti validi;
3. tra le liste che non facciano parte di coalizioni che rispettino il punto 2, e che si siano presentate unicamente in Trentino-Alto Adige o unicamente in Friuli-Venezia Giulia, s'individuano quelle che abbiano superato il 20% dei voti nella propria Regione;
4. tutti i voti espressi per liste che non rispettino nessuna delle clausole previste al punto 2 o al 3, sono definitivamente eliminati in quanto voti inefficaci;
5. si procede a una ripartizione virtuale dei seggi utilizzando il metodo Hare del quoziente naturale e dei più alti resti: a tal fine, il dividendo è rappresentato dalla somma dei voti efficaci di cui al punto 4, il divisore è pari a 617, il quoziente viene considerato nella sola parte intera. Si badi che, per il momento, i voti delle coalizioni di cui al punto 2 sono utilizzati in blocco, senza alcun riguardo alla suddivisione fra le singole liste ricomprese;
6. se in base al conteggio di cui al punto 5, la coalizione più votata si è vista attribuire almeno 340 seggi, il calcolo virtuale effettuato diviene reale e definitivo;
7. se in base al conteggio di cui al punto 5, la coalizione più votata non ha raggiunto la soglia di 340 seggi, questi le vengono assegnati d'ufficio;
8. nel caso di cui al punto 7, si procede al ricalcolo reale e definitivo dei seggi attribuiti alle minoranze, procedendo nella stessa maniera di cui al punto 5, ma utilizzando come dividendo la differenza fra i voti efficaci e i voti ottenuti dalla coalizione di maggioranza, e come divisore la cifra di 617 meno il numero di seggi attribuiti alla coalizione di maggioranza, che sono almeno 340;
9. si procede quindi alla suddivisione interna dei seggi attribuiti alla coalizione di maggioranza e a quelle di minoranza, assegnandoli alle singole liste componenti. A tal fine, vengono considerate unicamente le liste che abbiano ottenuto il 2% dei voti validi di cui al punto 1, oppure che siano, all'interno di ciascuna coalizione, la lista più votata fra quelle che non abbiano raggiunto il 2%, oppure che abbiano superato il 20% dei voti in Trentino-Alto Adige o in Friuli-Venezia Giulia, se si sono presentate unicamente in una di quelle due Regioni;
10. per l'individuazione dei seggi da attribuire alle liste che abbiano rispettato almeno una delle clausole di sbarramento di cui al punto 9, si procede in modo simile al meccanismo di cui al punto 5, utilizzando come dividendo i voti della singola coalizione, e come divisore i seggi attribuiti alla coalizione in base ai punti 6, 7 e 8;
11. la distribuzione dei 617 seggi della Camera fra le singole liste è ora definitiva. La legge suddivide i seggi guadagnati da ogni lista fra le circoscrizioni, in proporzione ai voti ottenuti da ogni lista locale. Nel compiere tale riparto, essendo fisso e immutabile il numero totale di seggi assegnati a ogni lista, può verificarsi la necessità di variare il numero di seggi originariamente attribuiti alle singole circoscrizioni elettorali.

Ai 617 seggi così assegnati, si unisce quello uninominale attribuito alla Valle d'Aosta, e i 12 seggi appannaggio dei cittadini italiani all'estero, suddivisi col metodo proporzionale e possibilità di voto di preferenza. La composizione della Camera dei Deputati è così delineata.
Il territorio nazionale italiano era suddiviso in 27 circoscrizioni plurinominali assegnatarie di un numero di seggi variabili a seconda della popolazione residente in base ai dati dell'ultimo censimento disponibile. Per le elezioni del 2006 e del 2008 (che facevano riferimento al censimento del 2001), la circoscrizione più popolosa è stata quella della Puglia, cui erano attribuiti 44 deputati. In base ai dati relativi al censimento del 2011 invece le circoscrizioni a cui verranno attribuiti più deputati saranno quelle di Lombardia II ed Emilia-Romagna con 45 deputati ciascuna.
In linea generale si assisteva a un aumento dei deputati attribuiti alle regioni settentrionali e al Lazio a scapito di quelle meridionali.
Ogni circoscrizione comprendeva l'intero territorio regionale oppure una o più province, secondo lo schema sotto riportato:
| Circoscrizione             | Province                                                                                | Popolazione 2011 | Quozienti interi | Resti   | Deputati 2013 | Deputati 2006 e 2008 | Differenza |
| -------------------------- | --------------------------------------------------------------------------------------- | ---------------- | ---------------- | ------- | ------------- | -------------------- | ---------- |
| I - Piemonte 1             | Torino                                                                                  | 2.247.780        | 23               | 35.847  | 23            | 24                   | -1         |
| II - Piemonte 2            | Cuneo, Alessandria, Asti, Biella, Novara, Verbania, Vercelli                            | 2.116.136        | 22               | 374     | 22            | 22                   |            |
| III - Lombardia 1          | Milano, Monza e Brianza                                                                 | 3.878.549        | 40               | 31.709  | 40            | 40                   |            |
| IV - Lombardia 2           | Brescia, Bergamo, Como, Lecco, Sondrio, Varese                                          | 4.300.066        | 44               | 68.542* | 45            | 43                   | +2         |
| V - Lombardia 3            | Mantova, Cremona, Lodi, Pavia                                                           | 1.525.536        | 15               | 82.971* | 16            | 15                   | +1         |
| VI - Trentino-Alto Adige   | Trento, Bolzano                                                                         | 1.029.475        | 10               | 67.765* | 12            | 10                   | +2         |
| VII -Veneto 1              | Verona, Padova, Vicenza, Rovigo                                                         | 2.923.457        | 30               | 38.327* | 31            | 29                   | +2         |
| VIII - Veneto 2            | Venezia, Belluno, Treviso                                                               | 1.933.753        | 20               | 10.333  | 20            | 20                   |            |
| IX - Friuli-Venezia Giulia | Udine, Pordenone, Gorizia, Trieste                                                      | 1.218.985        | 12               | 64.933* | 13            | 13                   |            |
| X - Liguria                | Imperia, Savona, Genova, La Spezia                                                      | 1.570.694        | 16               | 31.958  | 16            | 17                   | -1         |
| XI - Emilia-Romagna        | Piacenza, Parma, Reggio Emilia, Modena, Bologna, Ferrara, Ravenna, Forlì-Cesena, Rimini | 4.342.135        | 45               | 14.440  | 45            | 43                   | +2         |
| XII - Toscana              | Massa-Carrara, Prato, Firenze, Livorno, Pisa, Siena, Grosseto, Arezzo, Lucca, Pistoia   | 3.672.202        | 38               | 17.704  | 38            | 38                   |            |
| XIII - Umbria              | Perugia, Terni                                                                          | 884.268          | 9                | 18.729  | 9             | 9                    |            |
| XIV - Marche               | Pesaro-Urbino, Macerata, Ancona, Fermo, Ascoli                                          | 1.541.319        | 16               | 2.583   | 16            | 16                   |            |
| XV - Lazio 1               | Roma                                                                                    | 3.997.465        | 41               | 54.454* | 42            | 40                   | +2         |
| XVI - Lazio 2              | Viterbo, Frosinone, Latina, Rieti                                                       | 1.505.421        | 15               | 62.856* | 16            | 15                   | +1         |
| XVII - Abruzzo             | L'Aquila, Pescara, Chieti, Teramo                                                       | 1.307.309        | 13               | 57.086* | 14            | 14                   |            |
| XVIII - Molise             | Campobasso, Isernia                                                                     | 313.660          | 3                | 25.147  | 2             | 2                    |            |
| XIX - Campania 1           | Napoli                                                                                  | 3.054.956        | 31               | 73.655* | 32            | 33                   | -1         |
| XX - Campania 2            | Salerno, Avellino, Benevento, Caserta                                                   | 2.711.854        | 28               | 19.066  | 28            | 29                   | -1         |
| XXI - Puglia               | Foggia, Barletta-Andria-Trani, Bari, Taranto, Brindisi, Lecce                           | 4.052.566        | 42               | 13.384  | 42            | 44                   | -2         |
| XXII - Basilicata          | Potenza, Matera                                                                         | 578.036          | 6                | 1.010   | 6             | 6                    |            |
| XXIII - Calabria           | Catanzaro, Cosenza, Crotone, Vibo Valentia, Reggio Calabria                             | 1.959.050        | 20               | 35.630  | 20            | 22                   | -2         |
| XXIV - Sicilia 1           | Palermo, Trapani, Agrigento, Caltanissetta                                              | 2.393.438        | 24               | 85.334* | 25            | 26                   | -1         |
| XXV - Sicilia 2            | Catania, Messina, Siracusa, Ragusa, Enna                                                | 2.609.466        | 27               | 12.849  | 27            | 28                   | -1         |
| XXVI - Sardegna            | Sassari, Nuoro, Sud Sardegna, Oristano, Cagliari                                        | 1.639.362        | 17               | 4.455   | 17            | 18                   | -1         |
| XXVII -Valle d'Aosta       |                                                                                         | 126.806          | 1                | 30.635  | 1             | 1                    |            |

Dividendo la popolazione italiana complessiva per il numero di seggi (618, risultato della differenza fra i seggi totali 630 - quelli della circoscrizione estero 12) si ottiene il quoziente intero 96.171 per il calcolo del numero di abitanti necessari per l'attribuzione, all'interno di ogni singola circoscrizione, di un seggio. I seggi rimanenti (*) vengono distribuiti in base ai migliori resti.

### Senato
Per quanto riguarda il Senato, la ripartizione avviene a livello regionale con uno schema del tutto simile a quello che era previsto per la Camera. Rispetto al meccanismo sopra illustrato e relativo a Montecitorio, quello individuante la composizione di Palazzo Madama si discosta nei seguenti punti:
- il conteggio dei voti è effettuato per ogni singola Regione, e nessuna valenza ha la sommatoria nazionale dei voti delle liste politiche;
- la soglie di cui al punto 2 sono elevate rispettivamente al 20% e 8% dei voti validi;
- la suddivisione dei seggi avviene in base al numero di scranni assegnato a ciascuna Regione (originariamente era previsto un premio di maggioranza regionale, fissato al 55% dei seggi; il premio è però stato abolito dalla sentenza della Corte Costituzionale)
- in deroga a quanto appena affermato, in Molise non era previsto premio di maggioranza;
- la soglia di sbarramento di cui al punto 9 diviene unica e individuata nel 3% dei voti validi.

In base ai dati della popolazione residente, riferiti ai censimenti del 2001 e del 2011, il numero di seggi attribuiti per ogni singola regione erano i seguenti:
| Circoscrizione          | Popolazione censimento 2011 | Seggi assegnati (comma 3, art. 57 costituzione) | Seggi assegnati (quoziente ex art. 57 costituzione) | Resti   | Seggi attribuiti in base ai resti | Senatori 2013 | Seggi garantiti alla coalizione vincente | Senatori 2006 e 2008 | Differenza |
| ----------------------- | --------------------------- | ----------------------------------------------- | --------------------------------------------------- | ------- | --------------------------------- | ------------- | ---------------------------------------- | -------------------- | ---------- |
| Piemonte                | 4.363.916                   |                                                 | 21                                                  | 187.919 | 1                                 | 22            | 13                                       | 22                   |            |
| Valle d'Aosta *         | 126.806                     | 1                                               |                                                     |         |                                   | 1             |                                          | 1                    |            |
| Lombardia               | 9.704.151                   |                                                 | 48                                                  | 159.015 | 1                                 | 49            | 27                                       | 47                   | +2         |
| Trentino-Alto Adige *   | 1.029.475                   | 7                                               |                                                     |         |                                   | 7             |                                          | 7                    |            |
| Veneto                  | 4.857.210                   |                                                 | 24                                                  | 84.642  |                                   | 24            | 14                                       | 24                   |            |
| Friuli-Venezia Giulia * | 1.218.985                   | 7                                               |                                                     |         |                                   | 7             | 4                                        | 7                    |            |
| Liguria                 | 1.570.694                   |                                                 | 7                                                   | 178.695 | 1                                 | 8             | 5                                        | 8                    |            |
| Emilia-Romagna          | 4.342.135                   |                                                 | 21                                                  | 166.138 | 1                                 | 22            | 13                                       | 21                   | +1         |
| Toscana                 | 3.672.202                   |                                                 | 18                                                  | 92.776  |                                   | 18            | 10                                       | 18                   |            |
| Umbria *                | 884.268                     | 7                                               |                                                     |         |                                   | 7             | 4                                        | 7                    |            |
| Marche                  | 1.541.319                   |                                                 | 7                                                   | 149.320 | 1                                 | 8             | 5                                        | 8                    |            |
| Lazio                   | 5.502.886                   |                                                 | 27                                                  | 133.747 | 1                                 | 28            | 16                                       | 27                   | +1         |
| Abruzzo                 | 1.307.309                   |                                                 | 6                                                   | 114.167 | 1                                 | 7             | 4                                        | 7                    |            |
| Molise *                | 313.660                     | 2                                               |                                                     |         |                                   | 2             |                                          | 2                    |            |
| Campania                | 5.766.810                   |                                                 | 28                                                  | 198.814 | 1                                 | 29            | 16                                       | 30                   | -1         |
| Puglia                  | 4.052.566                   |                                                 | 20                                                  | 75.426  |                                   | 20            | 11                                       | 21                   | -1         |
| Basilicata *            | 578.036                     | 7                                               |                                                     |         |                                   | 7             | 4                                        | 7                    |            |
| Calabria                | 1.959.050                   |                                                 | 9                                                   | 169.337 | 1                                 | 10            | 6                                        | 10                   |            |
| Sicilia                 | 5.002.904                   |                                                 | 25                                                  | 31.479  |                                   | 25            | 14                                       | 26                   | -1         |
| Sardegna                | 1.639.362                   |                                                 | 8                                                   | 48.506  |                                   | 8             | 5                                        | 9                    | -1         |
| Totale Italia           | 59.433.744                  | 31                                              | 269                                                 |         | 9                                 | 309 +6 estero |                                          | 309                  |            |

Il totale di senatori eletti in parlamento è 315, quindi per avere la maggioranza assoluta, senza dover contare sui senatori a vita, il partito o la coalizione vincente deve avere 158 senatori.
Le 6 regioni contrassegnate da asterisco sono le meno popolate d'Italia e godono di un numero minimo di seggi attribuiti in base al comma 3 dell'art. 57 della costituzione, che non tiene conto della popolazione effettivamente residente. Si tratta di un meccanismo premiante perché assegna, nella maggior parte dei casi, un numero di senatori maggiore di quelli che spetterebbe loro. Ad esempio, alla regione Basilicata dovrebbero spettare 3 senatori anziché 7, mentre a Trentino-Alto Adige e Umbria toccherebbero 5 senatori anziché 7.
Per le altre regioni, il numero di seggi spettanti si calcola in base alla popolazione residente in queste 14 regioni (55 282 514), così come risulta dall'ultimo censimento disponibile, e la si divide per il numero di senatori spettante (278, risultato della differenza fra il totale dei senatori (315) meno il numero di senatori attribuito alle altre regioni (31) meno i senatori all'estero (6)). Si ottiene il quoziente necessario per l'attribuzione di un seggio (198 857). Rapportando questo dato alla popolazione residente per ciascuna regione, si ottiene il numero di senatori spettanti di diritto, dopodiché bisogna procedere al recupero dei migliori resti per arrivare alla quota di 278.
Il seggio della Valle d'Aosta è attribuito in maniera uninominale, come pure quelli riservato agli italiani residenti in Nordamerica e in Asia-Africa-Oceania. I due seggi attribuiti ai residenti in Europa e in Sudamerica vengono assegnati con metodo proporzionale e voto di preferenza.
In Trentino-Alto Adige, mantenendo il previgente Mattarellum, sono istituiti 6 collegi uninominali, 3 in provincia autonoma di Trento e 3 in quella di Bolzano, mentre un seggio è attribuito sommando a livello regionale i voti dei candidati perdenti che abbiano dichiarato di collegarsi in una lista, individuando la lista più votata, e attribuendo il seggio al candidato miglior perdente all'interno di tale lista.

## Il referendum
Nel 2007 un gruppo di promotori (all'interno del quale spiccano i nomi di Mario Segni e Giovanni Guzzetta) ha raccolto le firme necessarie per proporre un referendum che cancellasse alcune parti della legge elettorale per modificarne il significato (in modo simile a quanto operato nel 1993 prima del Mattarellum). Inizialmente aveva ricevuto il sostegno di politici di entrambi gli schieramenti, come Gianfranco Fini e Arturo Parisi. I partiti però sono rimasti piuttosto freddi (quando non ostili) all'iniziativa. Inoltre il cambiamento dello scenario politico ha portato, specie nel centro-sinistra, a una nuova riflessione sui referendum.
I tre quesiti del referendum sono stati dichiarati ammissibili dalla Corte Costituzionale, ma la votazione è stata rimandata al giugno 2009 a causa della caduta del Governo Prodi II. Il quorum al referendum non venne raggiunto.
Essi prevedevano da una parte l'abolizione del collegamento tra liste, togliendo la possibilità di collegarsi creando coalizioni: il premio di maggioranza sarebbe così andato alla lista singola che avesse raccolto più voti; d'altra parte, l'abolizione della facoltà di candidare una stessa persona in più collegi differenti avrebbe eliminato la pratica del cosiddetto "ripescaggio": la persona eletta in più collegi può scegliere in quale collegio convalidare l'elezione, in questo modo rendendo eletto anche il primo dei non eletti.
Il 30 settembre 2011 1.210.466 firme per l'abolizione della legge in questione sono state depositate alla Corte di cassazione, che ha dato il via libera formale il 2 dicembre 2011. Il 12 gennaio 2012 però la Corte costituzionale ha dichiarato inammissibili i quesiti referendari poiché avrebbero lasciato una situazione di vuoto legislativo qualora approvati dal voto.

## Critiche giuridiche
La Corte costituzionale, nelle sentenze di ammissibilità dei referendum elettorali per l'abrogazione parziale di questa legge, mise velatamente in dubbio la legittimità costituzionale di alcuni suoi punti. 
Lo ricordò, tra l'altro, il relatore del Senato nella seduta di verifica dei poteri degli eletti in Campania, affermando che:
La Prima Sezione Civile della Corte Suprema di Cassazione – sollevando la relativa questione innanzi alla Corte costituzionale – dichiarò poi rilevante e non manifestamente infondata la questione di costituzionalità delle norme della vigente legge elettorale per l'elezione alla Camera dei deputati e al Senato della Repubblica concernenti l'attribuzione del premio di maggioranza e l'esclusione del voto di preferenza, perché manifestamente irragionevoli, lesive dei principi di uguaglianza del voto e di rappresentanza democratica, nonché del diritto alla scelta del corpo legislativo, garantito anche dall'art. 3 del Protocollo 1 CEDU.

## La pronuncia della Corte costituzionale e ilConsultellum
Il 3 dicembre 2013 la Corte Costituzionale si riunì in udienza pubblica per affrontare la questione. Al termine dell'udienza filtrò la notizia che la stessa Corte avesse rinviato al 14 gennaio 2014 la decisione sull'ammissibilità del ricorso contro la costituzionalità della legge elettorale. 
In serata però il presidente della Corte Gaetano Silvestri stabilì che, a partire dalle 9:30 del giorno dopo (4 dicembre 2013), la Corte Costituzionale avrebbe cominciato ad affrontare la questione in camera di consiglio.
Il 4 dicembre 2013, da palazzo della Consulta fu diramata la seguente nota:
Il 4 dicembre 2013 la Corte Costituzionale ha così dichiarato l'incostituzionalità di alcune parti della legge, formalmente annullate il 16 gennaio 2014. Le parti annullate riguardano l'assegnazione dei premi di maggioranza, poiché indipendenti dal raggiungimento di una soglia minima di voti alle liste (o coalizioni), e l'impossibilità per l'elettore di fornire una preferenza.
La sentenza ha quindi lasciato in vigore una legge elettorale proporzionale pura, depurata dell'attribuzione del premio di maggioranza e integrata in modo da consentire un voto di preferenza. La legge elettorale così risultante è stata soprannominata Consultellum dalla stampa, perché determinata dalla pronuncia della Consulta.
Nel maggio 2015 il Parlamento approvò una nuova legge elettorale, l'Italicum, applicabile all'elezione della sola Camera dei deputati a decorrere dal 1º luglio 2016. Per l'elezione del Senato restò invece in vigore il Consultellum. A inizio 2017 anche l'Italicum fu dichiarato parzialmente incostituzionale e quindi soprannominato Legalicum. Anche in questo caso il collegio di avvocati promotori del ricorso era coordinato da Felice Carlo Besostri. Con l'entrata in vigore di una nuova legge elettorale, comunemente nota come Rosatellum, nel novembre dello stesso anno, sia il Consultellum sia il Legalicum vennero abrogati.
La ricaduta della legge in dottrina ha riguardato anche una riflessione sull'influenza che i sistemi elettorali esercitano sulla forma di governo parlamentare.